# 봄내중학교
봄내중학교(봄내中學校)는 대한민국 강원특별자치도 춘천시 효자동에 있는 공립 중학교이다.

## 학교 연혁
- 1934년 4월 10일 : 춘천여학교 설립인가
- 1946년 9월 1일 : 학제 개정에 따라 6년제 중학교로 개편
- 1951년 9월 1일 : 교육법 제정으로 중.고 분리
- 1952년 3월 20일 : 제1회(통산 13회) 졸업식
- 1979년 2월 23일 : 현 위치로 이전
- 2019년 3월 4일 : 봄내중학교 교명 변경
- 2023년 9월 1일 : 제30대 곽성수 교장 부임
- 2025년 1월 6일 : 제6회(통산 74회) 졸업식 (150명, 총 26,575명)

## 참고 자료
- 봄내중학교 - 한국교육학술정보원 학교알리미